# Bellavista (parroquia de Cuenca)
Bellavista es una localidad y parroquia urbana en el Cantón Cuenca, Provincia de Azuay, Ecuador.